# Nototriche pinnata
Nototriche pinnata là một loài thực vật có hoa trong họ Cẩm quỳ. Loài này được (Cav.) Hill mô tả khoa học đầu tiên năm 1906.